# Notomastus hedlandica
Notomastus hedlandica är en ringmaskart som beskrevs av Hartmann-Schröder 1979. Notomastus hedlandica ingår i släktet Notomastus och familjen Capitellidae. Inga underarter finns listade i Catalogue of Life.